# Lycaena seminigra
Lycaena seminigra är en fjärilsart som beskrevs av Hans Rebel 1914. Lycaena seminigra ingår i släktet Lycaena och familjen juvelvingar. Inga underarter finns listade i Catalogue of Life.